# Украинская православная церковь в Америке
Украи́нская правосла́вная це́рковь в Аме́рике (англ. Ukrainian Orthodox Church of America, сокращённо УПЦА) — украинская эмигрантская епархия, находившаяся в подчинении Американской архиепископии Константинопольского патриархата. В 1996 году вошла в состав УПЦ в США.

## История
В 1920-х годах ряд украинских греко-католиков, эмигрировавших в Америку, выражали своё несогласие с вопросом об имуществе Церкви и принуждении Ватиканом греко-католического духовенства к безбрачию. Это побудило их подобно многим украинским эмигрантам из тогдашней Австро-Венгерской империи переходить из унии в православие.
9 апреля 1929 года в украинской греко-католической церкви святой Марии в Аллентауне (штат Пенсильвания) прошло собрание из 15 священников и 24 мирян с целью организовать особую украинскую православную епархию.
Вместе с тем эта группа не пожелала присоединяться к епархии Иоанна Теодоровича, чья хиротония совершена Василием Липковским, не имевшим апостольского преемства.
В июле 1931 года в Нью-Йорке на второй встрече данной юрисдикции состоялось избрание иерея Иосифа Жука епископом новой епархии. Поиски епископов, которые могли бы совершить архиепископскую хиротонию Иосифа Жука, привели к неканонической «Американской Православной Католической Церкви», отколовшейся от русской Северо-Американской митрополии. 25 сентября 1932 года Иосиф был рукоположён во епископа Нью-Йоркского, однако уже 23 февраля 1934 года он умер.
В это время юрисдикция вела переговоры с Константинопольским патриархатом на предмет урегулирования канонического положения. Так, на похоронах Иосифа (Жука) присутствовал архиепископ Американский Афинагор (Спиру). В 1936 году УПЦ в Америке была принята в юрисдикцию Константинопольского патриархата.
В том же году был избран глава УПЦ в Америке, которым становится священник Теодор Шпилька, живший тогда в Чехии. В феврале 1937 года, по пострижении в монашество, он был рукоположен в епископа с титулом Евкарпийский.
В то время епархия насчитывала 45 миссий и приходов.
В 1949 году над митрополитом Иоанном (Теодоровичем) была совершена повторная хиротония, благодаря чему многие приходы Украинской православной церкви Америки присоединились к его юрисдикции, которая стала самой большой украинской Церковью в США.
В 1967 году данная юрисдикция насчитывала 14 приходов и около 5 тысяч верующих.
В 1995 году Украинская православная церковь в США и диаспоре была принята в состав Константинопольской патриархии, после его между двумя украинскими юрисдикциями Константинопольского патриархата в США начались переговоры об объединении, в результате которых в ноябре 1996 года УПЦА, как меньшая по размерам, вошла в состав УПЦ в США.

## Епископы
предстоятели
- 25 сентября 1932 — 23 февраля 1934 - Иосиф (Жук) епископ Нью-Йоркский
- 28 февраля 1937 — 1 ноября 1965 - Богдан (Шпилька) митрополит Евкарпийский
- 8 января 1967 — 18 ноября 1986 - Андрей (Кущак) митрополит Евкарпийский
- 27 сентября 1987 — ноябрь 1996 - Всеволод (Майданский) епископ Скопельский

викарии
- 1951—1954 - Игорь (Губа)